# كبريتات الرصاص الثنائي
 كبريتات الرصاص الثنائي مركب كيميائي له الصيغة PbSO4 ، ويكون على شكل بلورات بيضاء.

## وجوده في الطبيعة
يوجد مركب كبريتات الرصاص في الطبيعة على شكل معدن انجليزيت Anglesite.

## الخواص
- مركب كبريتات الرصاص ضعيف الانحلال في الماء، لكنه ينحل في الأحماض القوية وفي القلويات المركزة.
- يشاهد في بطاريات السيارة الحمضية (بطارية السيارة) وذلك عند تفريغ البطارية حيث يلاحظ تراكمه على الأقطاب. عند إعادة شحن البطارية يتحول مركب كبريتات الرصاص إلى الرصاص الفلزي وحمض الكبريتيك على القطب السالب، أو إلى ثاني أكسيد الرصاص وحمض الكبريتيك على القطب الموجب للبطارية.

## التحضير
يحضر مركب كبريتات الرصاص من أثر حمض الكبريتيك الممدد على أملاح الرصاص الثنائي.
Pb2+ + SO42- → PbSO4
كما يتم تشكل مركب كبريتات الرصاص كناتج ثانوي في العديد من الصناعات الكيميائية.

## الاستخدامات
- يؤدي ترسبه في المحاليل المائية إلى استخدامه في الكشف عن الرصاص في الكيمياء التحليلية.

## السلامة
مركبات الرصاص سامة يجب الحذر عند التعامل معها.